# 公民女子足球隊
公民女子足球隊（英語：Citizen Football Club Women's Team）是公民體育會屬下足球部的女子隊，創立於2010年，現時於香港女子足球聯賽比賽。該隊創隊之後曾連奪首五季女子足球聯賽冠軍。

## 球員名單
2024–25球季：
- 守門員：龍詠恩、梁幸怡、盧嘉銘
- 後衛：郭靖雯、何悅寧、林珊珊、朱玲玲、許以心、羅琪珺、陳翠雯、陳慧中、范淑楹
- 中場：陳詠詩、吳穎琴、韋婉婷、何玫薇、黃詠珊、吳靄婷、郭藹嵐、曾浩恩、蘇瑋婷、葉婥欣、馮鍩鏞、諸詠賢
- 前鋒：張煒琪、袁凱狄、馮雅琪、林翠玉

## 榮譽
- 聯賽冠軍：5次(2012-13、2013-14、2014-15、2015-16、2016-17)
- 足總盃冠軍：2次(2014-15、2015-16)

## 著名球員
- 陳詠詩
- 吳穎琴
- 韋婉婷
- 張煒琪
- 郭靖雯
- 何玫薇
- 袁凱狄
- 馮雅琪

## 外部連結
- 公民女子足球隊的Facebook專頁